# سوورووه (شهرداری آرمیانسک، کریمه)
سوورووه (به لاتین: Suvorove) یک منطقهٔ مسکونی در اوکراین است که در کریمه واقع شده‌است. سوورووه ۱٬۳۵۷ نفر جمعیت دارد.